# Culture du Gabon
 (mai 2023).
 (mars 2015).
Si vous disposez d'ouvrages ou d'articles de référence ou si vous connaissez des sites web de qualité traitant du thème abordé ici, merci de compléter l'article en donnant les références utiles à sa vérifiabilité et en les liant à la section « Notes et références ».
La culture du Gabon regroupe l'ensemble des pratiques culturelles du peuple gabonais, héritée de la culture traditionnelle des différentes ethnies qui la composent et de l’influence occidentale moderne. La population actuelle est estimée en 2022 à 2,34 millions de Gabonais (contre 1 million en 1995 et 500 000 en 1965).

## Les Masques
Les masques traditionnels jouent un rôle significatif au sein de la culture gabonaise. Chaque ethnie détient ses propres masques, chacun portant des significations et des utilisations spécifiques.

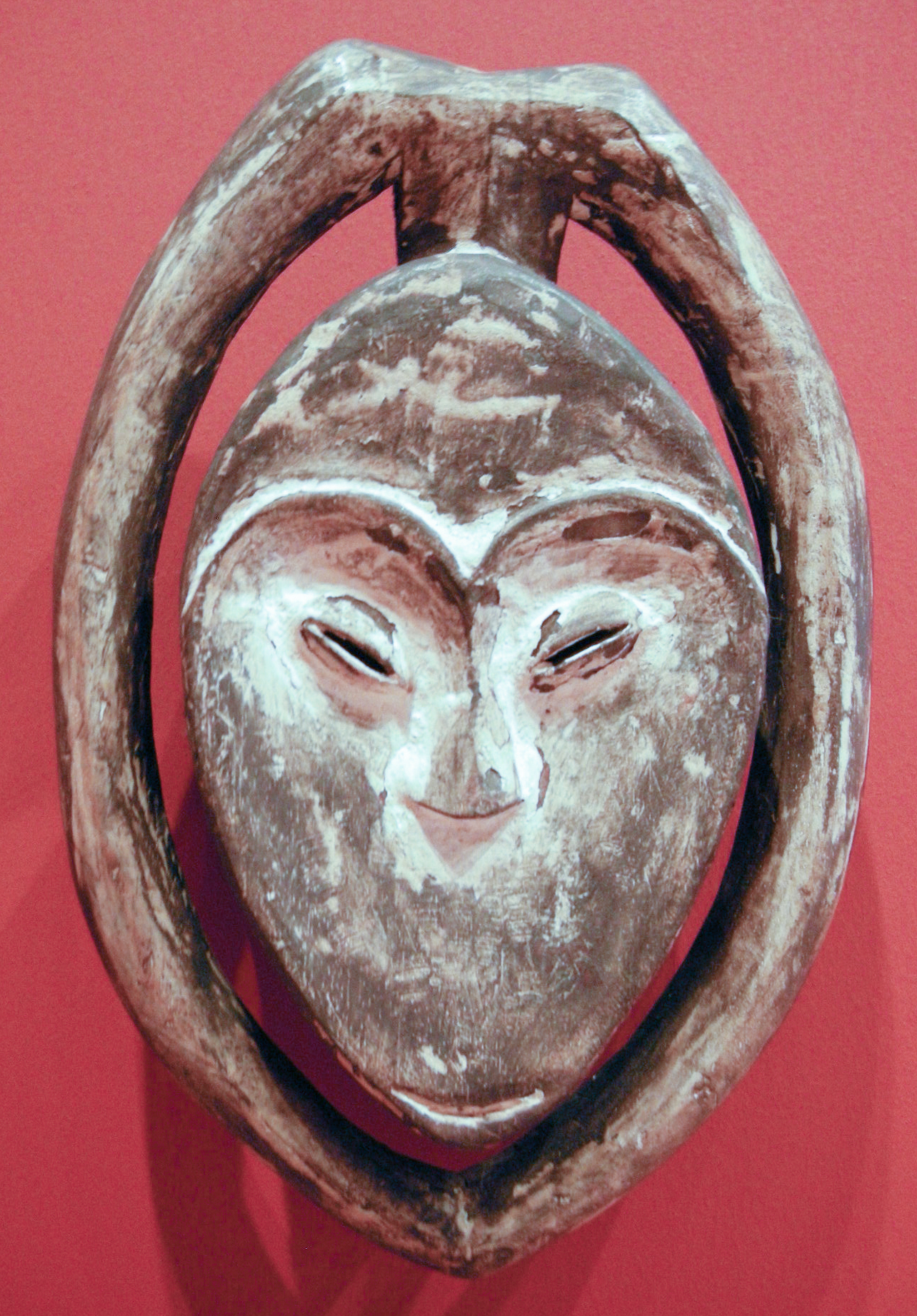
Masque rituel Bdembo
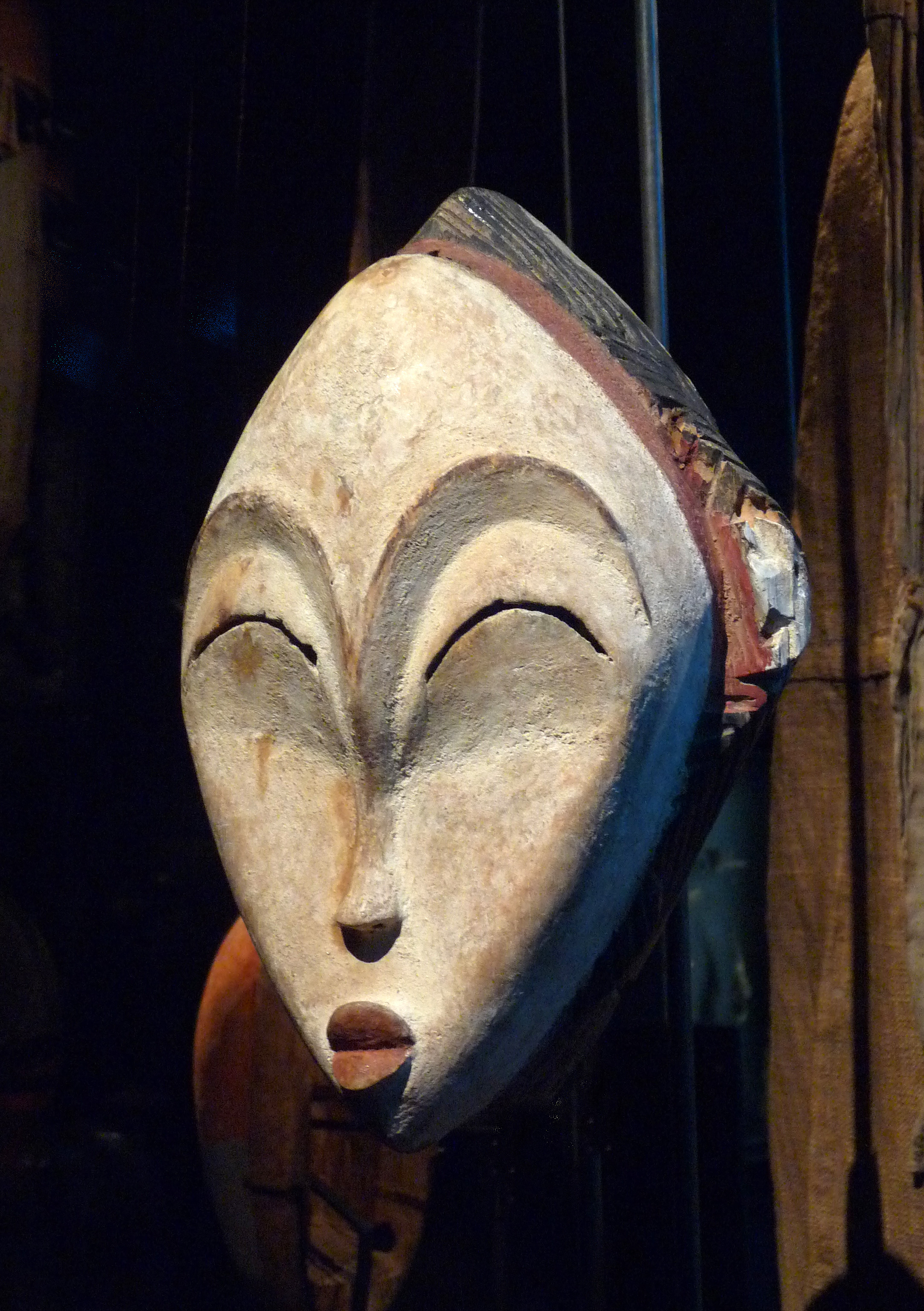
Masque blanc. Culture punu, fin XIXe début XXe siècle, Gabon
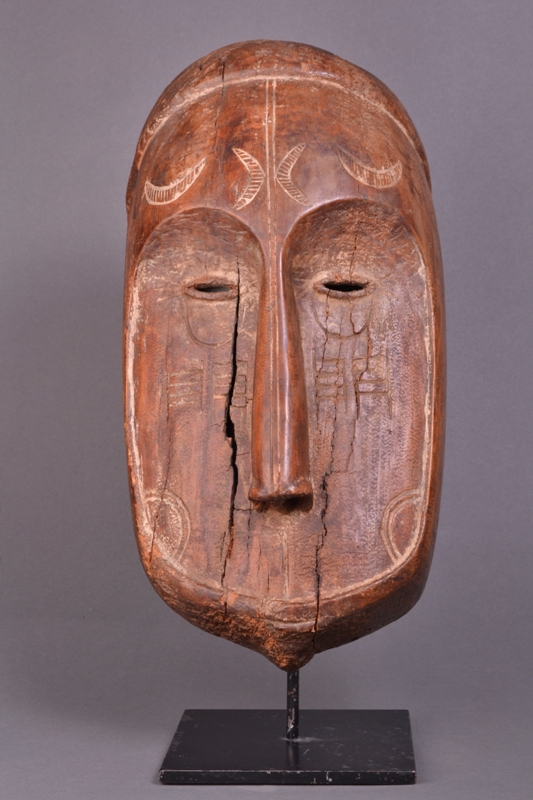
Masque Fang
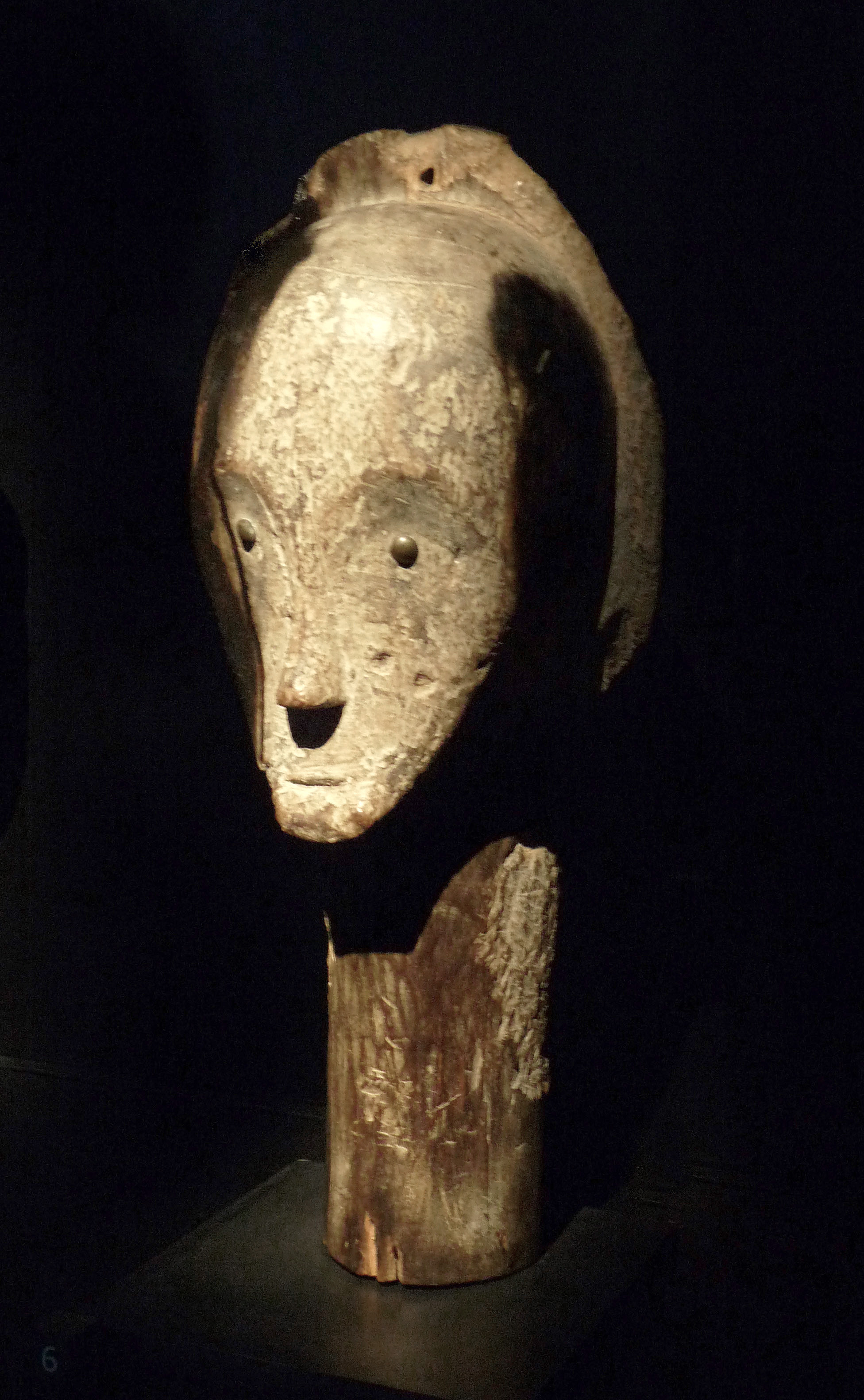
Tête gardienne de reliquaire Fang-Betsi

## Peuples et langues
Les Gabonais, qui proviennent du peuple bantou, se répartissent à travers une cinquantaine d'ethnies. Aucune de ces ethnies ne domine de manière significative. Actuellement, les pygmées, considérés comme l'ethnie la plus ancienne, représentent seulement environ 1 % de la population et font face à la marginalisation au sein de la société.

### Peuples
- Groupes ethniques au Gabon (en)

1. Adouma, Aduma ou Baduma
2. Adyumba ou Adjumba
3. Akélés, Bakélés ou Nkélés (dont Bungome, Nkomon, Mbahoin, Métombolo)
4. Apindji
5. Assimbika
6. Awandji
7. Bakas, peuple pygmée
8. Bakanigui
9. Bandjabi ou Nzebi
10. Batsangui
11. Bengas
12. Bungomou
13. Enenga
14. Échira
15. Fang
16. Galoa ou Galwa
17. Humbu, Houmbou ou Bawoumbou
18. Ivéa
19. Kota ou Bakota
20. Lumbu, Loumbou ou Baloumbou
21. Mahongwé
22. Makina
23. Massango
24. Mbahoin
25. Mbedé ou M'Bedé
26. Meimbè (dont Simbaka, Mokanke, Mopindzi, Motsogho)
27. Mindumu
28. Mitsogo, Mitsogho ou Tsogo
29. Mpongwè
30. Omyènè ou Ngwè-Myènè
31. Ndumu
32. Nzebi (dont Adouma, Akanigui, Awandji, Batsiagui, Badjabi, Sihou, Sissihou)
33. Ngowé
34. Nkomi ou N'komi
35. Obamba
36. Okandé
37. Orungu ou Oroungou
38. Punu, Pounous ou Bapounous
39. Puvi
40. Pygmées (Akowa, Baka, Bekui, Bakongo, Babinga, Barimba, etc.)
41. Shaké
42. Sangu
43. Sékyani ou Sékiani
44. Téké (dont batsitségue) ou Bateké[3]
45. Varamas
46. Vili ou Bavili
47. Vungu, Voungou ou Bavungu, Varamas

### Langues

#### Le français duGabon
Paradoxalement, c'est depuis l'indépendance que le français s'est vraiment répandu au sein de la population gabonaise. D'une part, c'est la seule langue officielle du pays, la langue de l'école et de l'administration. D'autre part, son usage permet de résoudre le problème de la communication dans un pays où l'on parle plusieurs dizaines de langues. C'est parce qu'il permettait aux Gabonais de parler entre eux sans avoir à choisir une langue locale au détriment des autres que le français a été adopté.
Cela ne va pas sans poser de problème culturel. En effet, en trois générations, les choses ont bien changé. La première génération parlait parfaitement sa langue locale natale et maniait tant bien que mal le français. La deuxième génération se débrouillait bien dans les deux langues. Arrive aujourd'hui une troisième génération qui maîtrise mieux le français que sa langue maternelle. C'est pour limiter ce problème que certains parents exigent de leurs enfants qu'ils parlent leur langue africaine à la maison et n'utilisent le français qu'à l'école. Le phénomène de recul des langues traditionnelles est plus marqué à Libreville qu'en province parce que, dans cette grande ville, toutes les ethnies du Gabon se retrouvent avec d'ailleurs des immigrés d'Afrique francophone notamment. Tout naturellement se forment des familles mixtes d'un point de vue ethnique pour lesquelles il semble plus simple d'utiliser le français avec les enfants.
Le français du Gabon est une langue vivante qui répond aux besoins des Gabonais, il contient donc une foule d'expressions locales, issues de la déformation d'expressions françaises ou bien traduites à partir de telle ou telle autre langue gabonaise et correspondant à une réalité locale. Cela contribue à donner au français parlé au Gabon un caractère propre comme il peut en avoir dans d'autres pays francophones.

#### Quelques expressions françaises gabonaises
- aller au moutouki : aller acheter des vêtements à la friperie
- avoir la bouche : avoir la langue bien pendue, beaucoup critiquer
- avoir la boulle attachée : être de mauvaise humeur
- avoir la taille : être svelte
- faire la taille : suivre un régime amaigrissant
- manger quelqu'un en vampire : faire du tort à quelqu'un par sorcellerie, en détruisant sa force vitale
- cabiner : faire ses besoins
- se mirer : se regarder dans un miroir
- être pointu : être à l'affût de toutes nouvelles
- donne combien : combien ça coûte ?
- tu as eu : c'est bien fait pour toi
- une tchapi : prostituée
- un malien : un épicier
- depuis kala kala : depuis très longtemps
- Adiè la croix: Je jure la croix (exprime un état de désolation, de pitié)
- les matitis : les broussailles
- le covo : la boule à zéro
- le congossa : le fait de répandre des commérages (congosseur(se))
- style DVD : habillement laissant dos et ventre dénudés (habillement des tués tués allumeuses)
- manger la neige : garsailler ou gorger
- tchombè : élégance, vêtement somptueux et élégant
- hummm : c'est ça ou c'est pas toi oh
- son mounna : son enfant
- sa petite, sa copine, son amourette, sa bindelle, sa go : sa petite amie
- le nyè/nien: le policier
- le goudronnier ou le bagando: le braqueur, le délinquant
- son fournisseur, son pétrolier, son copain, son gars, son big love, son pigeon, son boy: son petit ami
- les dos, le gain, le tchaïna : l'argent

Exclamations répandues chez les Fang, Téké, Punu, et Nzebi :
- Akié ! marque l'étonnement
- Atare-Zâme ! = Mon Dieu !
- Mamo ! marque l'étonnement
- Nyambie Fumu ! = Mon Dieu !
- hum hum hum = non
- tcho ! = étonnement
- kala kala = jadis
- Adié= je jure
- ho, oh = oui
- aie = oui d'accord

## Religions
- - Christianisme au Gabon (70..75 %)
    - Église catholique au Gabon (en) (50..55 %, > 600 000)
      - Liste des diocèsees catholiques au Gabon (en)
      - Conférence épiscopale du Gabon (en)
      - Collège et Lycée Raponda Walker (en) (1930)
      - Léon Mba (1902-1967, premier président), Jean-Hilaire Aubame (1912-1989)

    - Autres dénominations (25%)
      - Évangélisme, Église Évangélique du Gabon (EEG, 1842, affiliée à la Communauté d'Églises en mission)
      - Église orthodoxe au Gabon (2016)

  - Islam au Gabon (10..12 %), sunnite, Ali Bongo (1959-, président)
  - Religions traditionnelles africaines (5..7 %), syncrétisme
    - Bwiti/Bouiti, rite de passage (pygmée, puis bantou des Apindjis, Mitsogo, Punu, puis les Fang) avec consommation d'iboga (ibogaïne)
    - Rite Ndjobi chez les Mbede/ Obamba, société initiatique (années 1940, par les deux frères Okwèlè)

  - Autres spiritualités[6]
    - Eckankar, syncrétisme soufisme-hindouisme-sikhisme
    - Bahaïsme au Gabon (600 adeptes)
    - Fraternité blanche universelle
    - Sectes : Ndeya Kanga, Moueny, etc.

## Traditions
- Sociétés initiatiques masculines: Ngil[7] (Fang), So (Fang), Mwiri (Mitsogho-Groupe Mèmbè), Mongala (Bakota), Ngoye (Bakota), Ndjobi[8](Téké-Obamba-Ndassa-Kota-Ndzébi), Onkani (Téké), Ongala (Téké), Ebaniñi (Téké)[9], Okukwé (myènè), Bwiti[10] (Mitsogo-Apindzi), Mvett[11] (fang)
- Sociétés initiatiques féminines : Ndjembé-Nyèmbè (Groupe Myène-Benga-Mèmbè), Omboudi-Ombwiri (Mitsogo-Myène), Lissimbou (Bahwouin), Élombo[12] (Nkomi), Ilombo-Elombo (Ghisir) Ivanga (Orungu), Mbali (Téké), Empire (Téké-Obamba), Lisambu (Kota)
- Masques gabonais traditionnels[13],[14],[15],[16]
- Mythes
  - mythes fang[17],[18],[19]
  - Les sept fils de Mzébi (banzèbi)[20]
  - contes et récits[21] (punu, akélé...)

## Arts de la table

### Cuisine
- Poulet Nyembwe
- Les mayagha (feuilles de manioc)
- Le nkumu à l'eau ou ofula
- Sanglier à l'odika

- Cuisine gabonaise
- Cuisine africaine

Diverses sélections sont accessibles sur la toile.

### Boissons
- Sodas
- Eau
- Bières, Régab, Castel et d'autres bières sous licence
- Vin de palme
- Malamba, Mussungu, à base de jus de canne à sucre
- Vins
- Spiritueux
- vin de palm[23]

Le Gabon est le premier consommateur de boissons alcoolisées par habitant du continent africain (33e position mondiale),.

## Santé
- Données sanitaires

### Jeux populaires

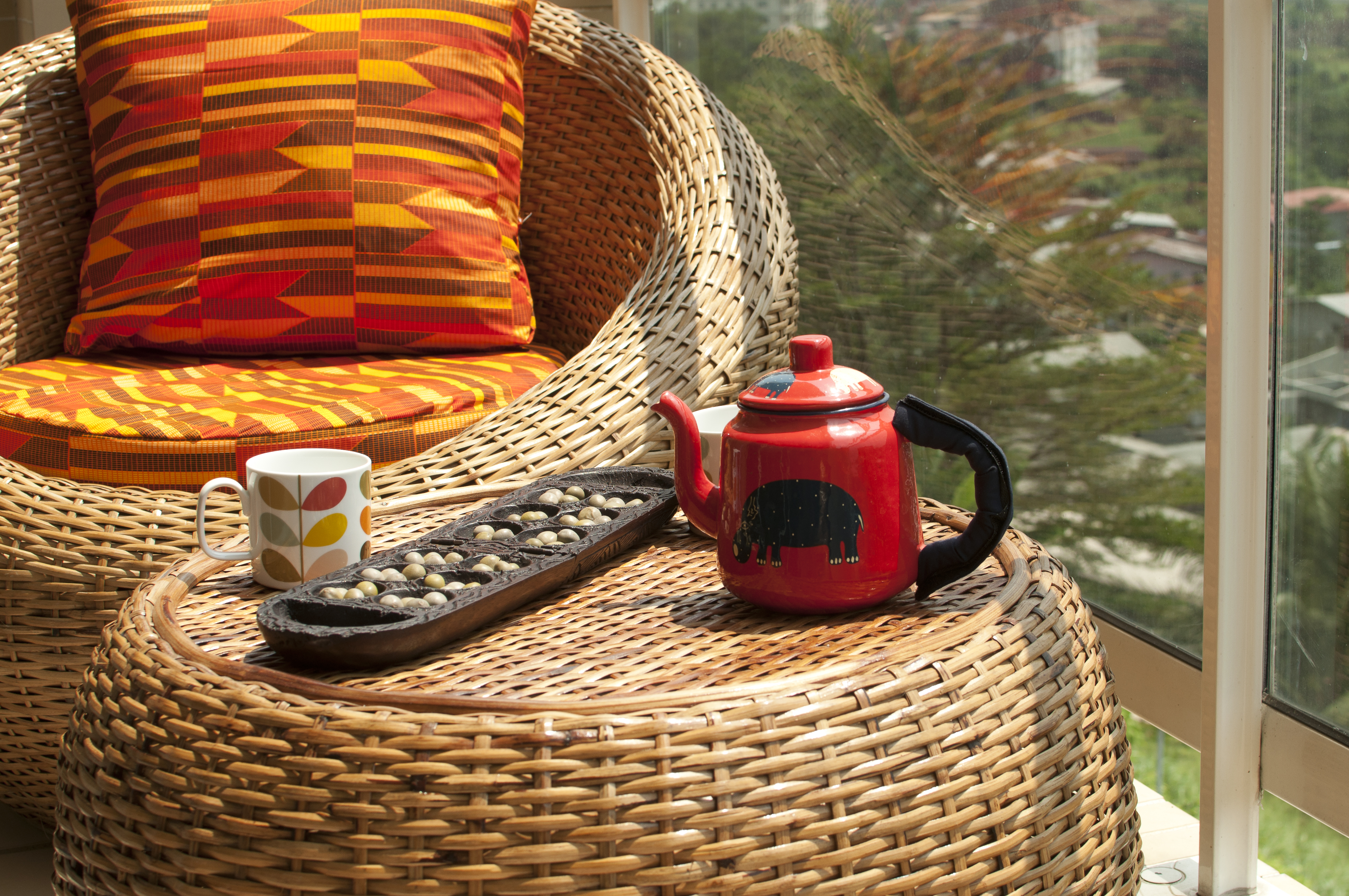
Le songho (ou awalé), un jeu populaire au Gabon.

- Football

### Sports
- Catégorie: Sport au Gabon, Sportifs gabonais, Sportives gabonaises
- Gabon aux Jeux olympiques
- Jeux de la Francophonie
- Gabon aux Jeux paralympiques
- Jeux africains ou Jeux panafricains, depuis 1965, tous les 4 ans (...2011-2015-2019...)[26]

### Arts martiaux
- Liste des luttes traditionnelles africaines par pays
- Boxe, Kick-boxing, Low-kick, Full-contact
- Mesing (Lutte Fang)[27]
- Opa (Lutte Myénè)

## Médias
En 2016, le classement mondial sur la liberté de la presse établi chaque année par Reporters sans frontières situe le Gabon au 100e rang sur 180 pays. En 2015 une réforme du code de la communication, comprenant notamment la dépénalisation des délits de presse, a été annoncée, mais elle n'a pas encore vu le jour. Il n'y a pas de culture d'une presse indépendante : la plupart des écrits sont partisans et l'autocensure est couramment pratiquée

## Internet
Le Gabon investit énormément dans le secteur de connectivité depuis 2012 avec notamment la construction d'un réseau haut débit avec la fibre optique, ce qui a permis au Gabon de rendre l'accès à internet 10 fois moins cher qu'en 2010 et d'avoir jusqu'à 7 fois plus de citoyens connectés au cours de la même période, jusqu'à atteindre la sixième place dans le classement des pays connectés d'Afrique en 2017 d'après les études menées par l'agence spécialisée des Nations unies pour les technologies de l'information et de la communication UIT(Union internationale des télécommunications). Selon une étude menée par l’ARCEP(Agence de régulation des communications électroniques et des postes ) en juin 2022, les principaux fournisseurs d'accès à internet sont tout d'abord les deux qui occupent le devant de la scène Moov Africa/Gabon Télécom Mobile leader en terme d'abonnés avec 54,59 % de part de marché et son challenger Airtel Gabon avec 42,26 % après ces deux géants ont retrouve GVA(Groupe Vivendi Africa), Moov Africa/Gabon Télécom Fixe et GBM (General Business machines) avec respectivement 1,65 %, 1,50 % et 0,004 %.

## Littérature
- La littérature gabonaise existe, surtout depuis l'indépendance et elle est principalement francophone (à l'écrit)[32],[33],[34],[35],[36],[37],[38]
- Éric Joël Békalé (1968-)[39], 50 figures de la littérature gabonaise : de 1960 à 2010 (2013)[40]
- L'épopée de Mumdwang[41],[42]
- Littérature gabonaise (en) (ébauche)
- Liste d'écrivains gabonais
- La principale maison d'édition est les Éditions Amaya, crées en 2007 par Solange Andangui Bongo Ayouma[43].

### Théâtre
- Troupes anciennes : Troupe permanente du Théâtre national (1965), Théâtre de la recherche (1970, Michel Masse), Théâtre du Silence (1971, Rosina Nkielo)[33]
- Troupes actuelles : Théâtre Express, Nzimba Théâtre, Théâtre de la Rencontre, Théâtre de l'Avenir,...
- André Raponda-Walker
- Vincent de Paul Nyonda (1918-1995), Le combat de Mbombi- l'Émergence d'une nouvelle société-Bonjour, Bessieux (1979), La mort de Guykafi-Deux albinos à la Mpassa-Le soûlard (1981), puis Le roi Mouanga (1988)
- Richard Moubouyi, Boussoudou, La circoncision, Le nouveau système des choses
- Francis Taïka
- Joséphine Kama (1941-), Obali (1974)
- Omar Bongo (1935-2009), Le Réconciliateur
- Jean Divassa Nyama (1962-), Exode rural de Hippolyte, Maroundou n'ira pas à l'école
- Alphonse Mabiala, Le faux voyant
- Ludovic Emane Oblang, Péronnelle (2001), Tant que les femmes auront des couilles (2008)
- Laurent Owondo, La Folle du Gouverneur (2001)
- Prix d'Excellence en Littérature (Ministère de la Culture et de la Francophonie)

### Nouvelles
- Jean Juste Ngomo (1961-)
- Edna Merey-Apinda (1976-)

### Roman
- Max Axel Bounda (1991-), Opération Forêt des Abeilles (2019), Sombre Affaire tome 1 Meurtres sur le campus (2021)
- Robert Zotoumbat, Histoire d'un enfant trouvé(1971)
- Quentin Ben Mongaryas, En route pour Kendje
- Angèle Rawiri (1954-2010), Élonga (1980), G'amèrakano: au carrefour (1983), Fureurs et cris de femmes (1989)
- Maurice Okoumba-Nkoghé, La mouche et la glu (1984), La courbe du soleil
- Ferdinand Allogho-Oké, Biboubouah (1985)
- Laurent Owondo,  Au bout du silence (1985)
- Hubert-Freddy Ndong Mbeng, Les Matitis
- Ludovic Obiang
- Justine Mintsa (1949-), Un seul tournant Makôsu (1994), Histoire d'Awu (2000), Larmes de cendre (2012)
- Jean Divassa Nyama (1962-), La calebasse (2007), L'amère saveur de la liberté (2013)
- Jean-Mathieu Angoué-Ondo,Quelle évolution des droits des femmes et des filles au Gabon ? (2017)
- Armel Nguimbi, Le bourbier
- Annie Flore Assenguet Yogoulou Joly
- Chantal Magalie Mazo'o-Kassa, Sidonie, Fam !
- Hervé Ona Ndong, Jardins intimes
- Bessora (1968-), 53 cm (1999)
- Peggy Lucie Auleley (1971-), Rêves d'enfants (1998), Les larmes du soleil (2012), L'héritière du jaspe (2012), Soleils étranglés (2015), Nzamaligué (2016)
- Edna Merey-Apinda (1976-)
- Janis Otsiemi (1976-), Tous les chemins mènent à l’autre, La vie est un sale boulot (2010)
- Charline Effah (1977-), Percées et chimères (2011)
- Nadège Noële Ango-Obiang (1973-)
- Émilie Koumba, Sally de mes rêves (1992)
- Sylvie Ntsame, La fille du Komo (2004), Malédiction (2005), Mon amante, la femme de mon père (2007), Femme libérée battue (2010)
- Prisca Olouna, La force de toutes mes douleurs (2005)
- Douka Zita Alida, Le cri de la liberté (2005)
- Antier Ondo Ntoughou Beauté Sombre (2010)
- Éric Joël Békalé (1968-)[39], Les grandes figures de la poésie gabonaise : de 1960 à 2015 : anthologie (2015)[44]

### Fableset contes
- André Trilles, Contes et légendes fang du Gabon (1905)[45]
- André Raponda-Walker (1871-1968)
- Jean-Baptiste Abessolo (1932-)

### Chanson
- Pierre Akendengué (1943-)

### Poésie
- Épopées[46],[47],[48]
  - Olendé
  - Mumbwang (punu)[41],[42]
  - Mulombi (eshira)

### Essai
- Augustin Emane
- Hémery-Hervais Sima Eyi, Littérature gabonaise : parcours général et évolution par genre[49] (2006)

### Édition
- Éditions Raponda-Walker (1966)
- Éditions Ntsame (2010)
- Éditions Odem
- MAB Editions (2020)

## Artisanats
- Arts appliqués, Arts décoratifs, Arts mineurs, Artisanat d'art, Artisan(s), Trésor humain vivant, Maître d'art
- Artisanats par pays, Artistes par pays

Les savoir-faire liés à l’artisanat traditionnel relèvent (pour partie) du patrimoine culturel immatériel de l'humanité.

### Arts graphiques
- Calligraphie, Enluminure, Gravure, Origami
- Liste de sites pétroglyphiques en Afrique, Art rupestre

### Textiles

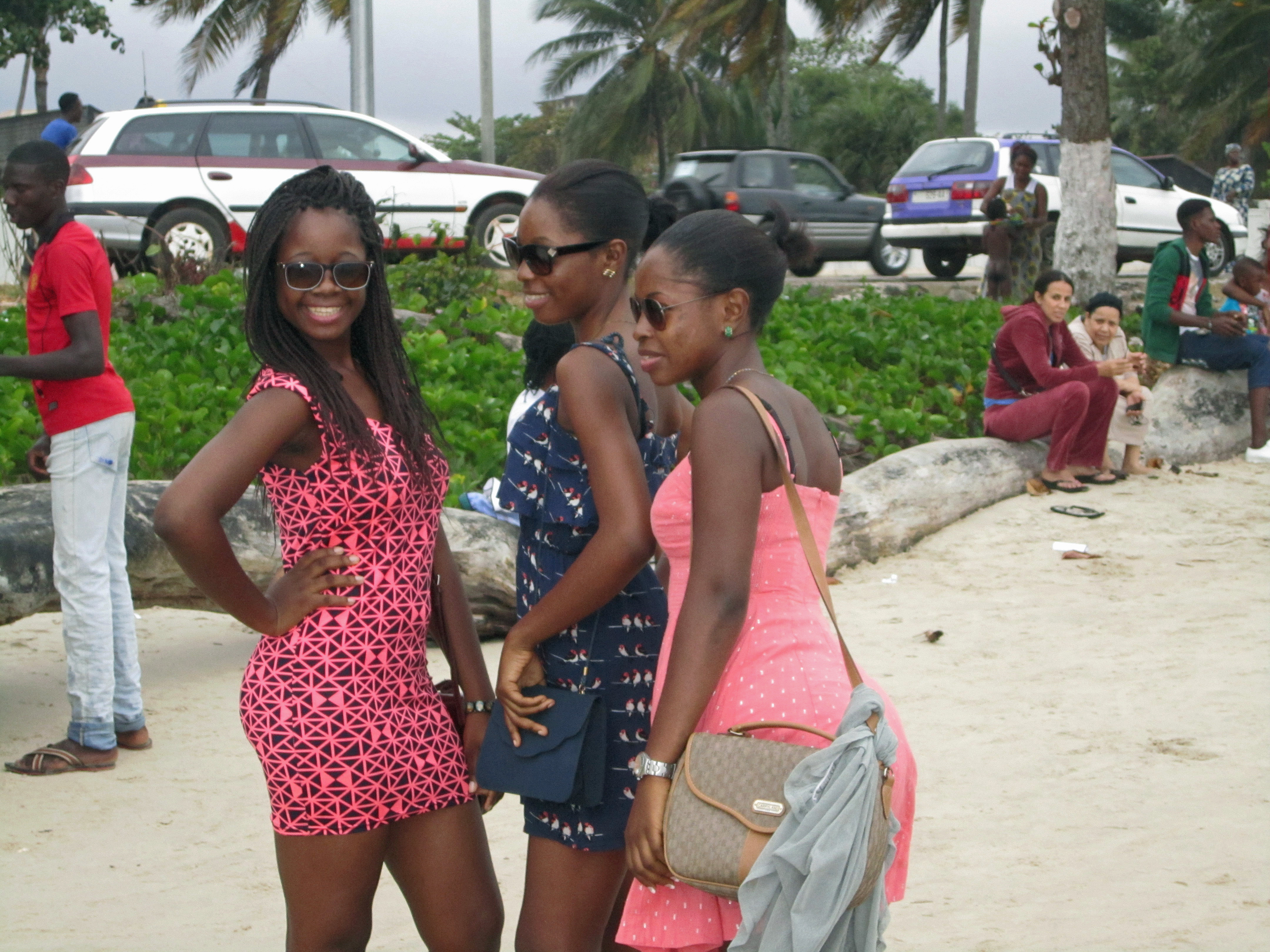
Jeunes femmes branchées de Libreville.

- Art textile, Arts textiles, Fibre, Fibre textile, Design textile
- Mode, Costume, Vêtement, Confection de vêtement, Stylisme
- Technique de transformation textile, Tissage, Broderie, Couture, Tricot, Dentelle, Tapisserie

La mode gabonaise, traditionnelle ou actuelle s'affiche, se développe et s'exporte en Europe.

### Cuir
- Maroquinerie, Cordonnerie, Fourrure

### Papier
- Papier, Imprimerie, Techniques papetières et graphiques, Enluminure, Graphisme, Arts graphiques, Design numérique

### Bois
- Travail du bois, Boiserie, Menuiserie, Ébénisterie, Marqueterie, Gravure sur bois, Sculpture sur bois, Ameublement, Lutherie
- Masques gabonais traditionnels

### Métal
- Métal, Sept métaux, Ferronnerie, Armurerie, Fonderie, Dinanderie, Dorure, Chalcographie

### Poterie, céramique, faïence
- Mosaïque, Poterie, Céramique, Terre cuite
- Céramique d'Afrique subsaharienne

### Verrerie d'art
- Art verrier, Verre, Vitrail, Miroiterie

### Joaillerie, bijouterie, orfèvrerie
- Lapidaire, Bijouterie, Horlogerie, Joaillerie, Orfèvrerie

### Espace
- Architecture intérieure, Décoration, Éclairage, Scénographie, Marbrerie, Mosaïque
- Jardin, Paysagisme

## Arts visuels
- Arts visuels, Arts plastiques, Art brut, Art urbain
- Art africain traditionnel, Art contemporain africain
- Artistes gabonais

### Écoles
- Section Arts plastiques du Collège Technique de Libreville, Basile Allainmat-Mahinè, devenu en 1970 le Centre National d'Art et Manufacture (CNAM), puis, en 1983 l'École Nationale d'Art et Manufacture

### Peinture
- Peinture, Catégorie:Peinture par pays
- Jean Prosper Ekoré, Marcellin Minkoë Mi Nzé, Nalvad, Jean Baptiste Onewin-Walker, Maurice Mombo Mubamu
- Félix Benoît Arenaut, Georges Mbourou, Walker Onewin, Robert Oyono, Blaise Bang, Emati, Nazaire Kolo, Francis Mbella, Othéo, Spee, Hervé Youmbi
- Patrick Louembet, Olga Ditengou, Magic Cozmum Makosso, Steeve Sossy, Cédric Allogho Ndong, Omer Maganga, Max Obiang, Maurice Olimbo Ndjave[52]

### Sculpture
- Jean-paul Moulomba

### Architecture
L'architecture traditionnelle perdure nécessairement. L'architecture moderne est surtout développée dans les villes,.

## Arts du spectacle
- Spectacle vivant, Performance, Art sonore
- Festival Culture Vacance
- Tournoi des 9 provinces (2016)

### Musique(s)
- Catégorie:Musique par pays, Musique improvisée, Improvisation musicale

La musique gabonaise plonge ses racines dans la musique traditionnelle, dont la musique des Pygmées, et avec des instruments traditionnels.
La musique d'aujourd'hui est un mélange de sonorités traditionnelles et modernes.
Les danses typiques gabonaises sont l'Ingwala, de l'ethnie Nzebi, le mibambo des Kota, l'Elone de l'ethnie Fang, l'Ikokhou des Punu, le Ndjembè des Myène, le Ngwata des Téké.

### Danse(s)
- Catégorie:Danse au Gabon
- Danses traditionnelles africaines

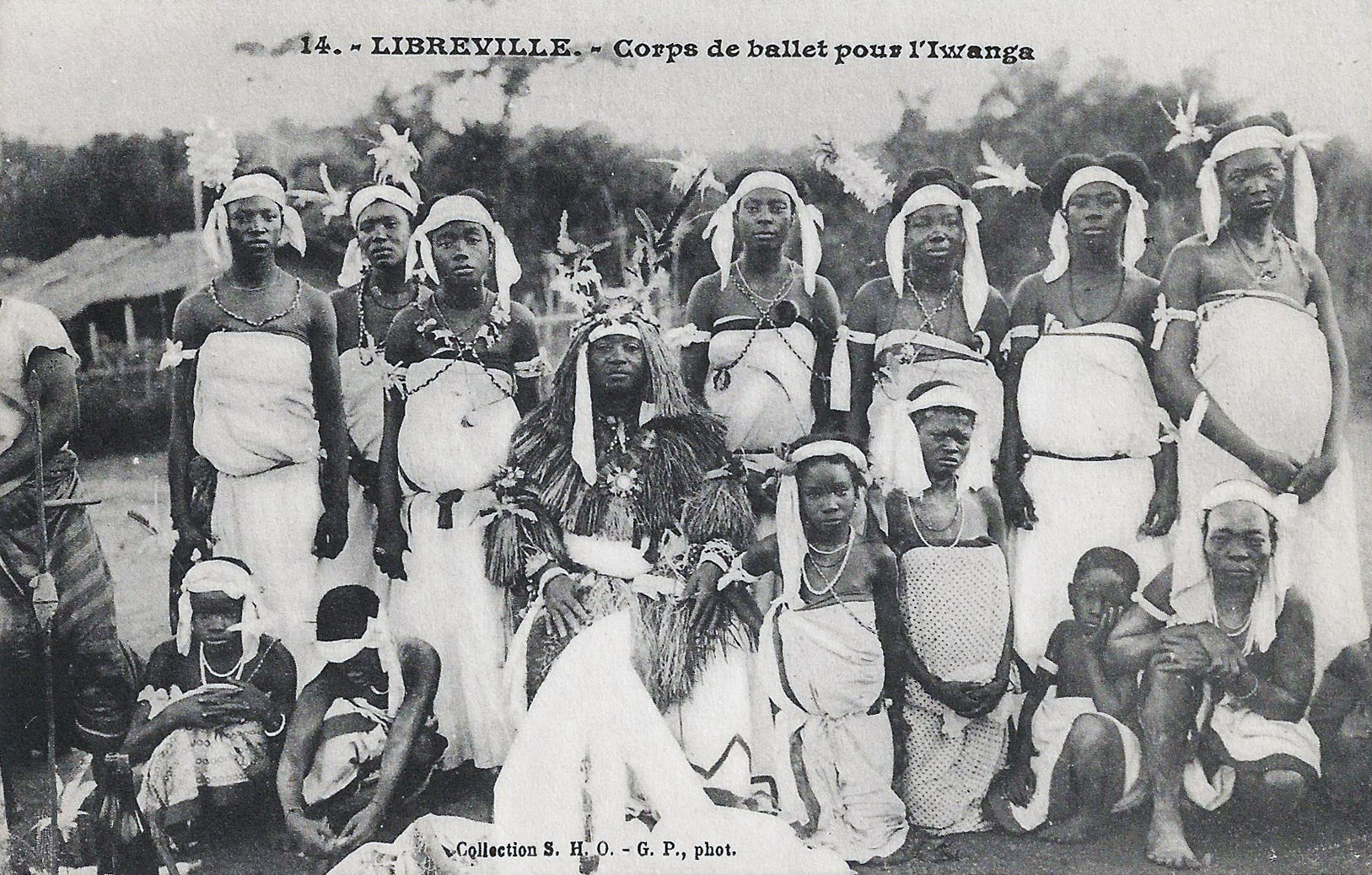
Corps de ballet pour l'Iwanga (Libreville, vers 1905).

- Ingwala Omias, Mengane, Mekom, Ozila , Elone, Ikokhou, Mbouanda, Ngwata, Ndjembè, Ivanga
- Danse africaine

- Danses urbaines[60] : Jazzé, Bôlô, Ntcham, Ndem, Mabé, Oriengo, Bagando-classique, Poussé-Poussé, (Coupé-Décalé, Pongo, Ndombolo, Azonto),...
- Fédération gabonaise de danses urbaines (Fegadu), Dimitri Pyssame

### Théâtre
- Improvisation théâtrale, Jeu narratif
- Centre Culturel Français

### Cinéma
- Cinéma gabonais
- Réalisateurs gabonais : Pierre-Marie Dong,Henri Joseph Koumba Bibidi, Charles Mensah, Imunga Ivanga,Fernand Lepoko, Melchy Obiang Samantha Biffot,
- Liste de films gabonais, Films gabonais
- Écrans noirs, festival de cinéma africain de Yaoundé (Cameroun)

Comme celui d'autres pays africains, le cinéma gabonais souffre d'un manque de moyens financiers, du petit nombre de salles de projection disponibles dans le pays (qui préfèrent, d'ailleurs, diffuser de grandes productions commerciales) et d'un manque de public,. C'est encore à l’Institut Français du Gabon (ex « centre culturel français de Libreville »), qui possède une salle de projection, qu'on a le plus de chances de voir un film gabonais.
Néanmoins, un certain nombre de films, principalement des courts-métrages, ont été produits depuis les années 1970. Plusieurs cinéastes gabonais ont d'ailleurs été primés au Festival panafricain du cinéma et de la télévision de Ouagadougou (FESPACO). Il s'agit de Philippe Mory qui tourne en tant que réalisateur en 1971 le premier long-métrage gabonais, Les tam-tams se sont tus. Considéré comme un précurseur et comme le père du cinéma gabonais, il joue son premier grand rôle dans le film français On n'enterre pas le dimanche (Prix Louis-Delluc 1959) de Michel Drach, qui fait de lui une vedette internationale. Il est ainsi le premier comédien d'Afrique noire à tenir un rôle principal dans un film français,.
Le FESPACO reconnaîtra aussi Pierre-Marie Dong en 1972 et 1973 pour des courts-métrages, Imunga Ivanga pour son film Dolè et Henri Joseph Koumba Bibidi pour Les couilles de l'éléphant (meilleure musique) en 2001 ; ce dernier film sera un best-seller africain, diffusé dans au moins huit autres pays. Imunga Ivanga reçoit le Tanit d'or des Journées cinématographiques de Carthage (JCC) pour Dolè. En 2013, le FESPACO consacre une journée à une rétrospective du cinéma gabonais.
Un feuilleton produit en 1994 pour la télévision gabonaise, l'Auberge du Salut, a connu un réel succès dans le pays et a été diffusé dans d'autres pays d'Afrique (Côte d'Ivoire et Burkina Faso).
Le CENACI (Centre National du Cinéma gabonais), devenu en 2010 l'IGIS (Institut Gabonais de l'image et du Son), dirigé jusqu'en 2009 par Charles Mensah puis par Imunga Ivanga, s'efforce de soutenir la production de films de réalisateurs gabonais.

### Autres
- Vidéo, Jeux vidéo, Art numérique, Art interactif

- Réseau africain des promoteurs et entrepreneurs culturels (RAPEC), ONG
- Société africaine de culture, association (SAC, 1956), devenue Communauté africaine de culture (CAC)
- Congrès des écrivains et artistes noirs (1956)
- Festival mondial des arts nègres (1966, 2010)
- Confréries de chasseurs en Afrique

## Tourisme
- Tourisme au Gabon
- Parcs nationaux du Gabon, liste des Parcs nationaux du Gabon[74],[75]
- Orchidées du Gabon[76]
- Musées : Musée National des Arts et Traditions du Gabon, Musée Albert Schweitzer (Lambaréné)
- Libreville
- Port-Gentil[77]
- Tropicale Amissa Bongo, Championnat du Gabon de football
- Miss Gabon

La sécurité est assez grande, malgré un développement du petit banditisme, surtout à Libreville.

## Patrimoine

### Héritage culturel du Gabon
Le patrimoine culturel du Gabon est valorisé également sur le net,.

### Musées
- Musée National des Arts et Traditions du Gabon[81](22 pages),[82]

### Liste du Patrimoine mondial
Le programme Patrimoine mondial (UNESCO, 1971) a inscrit dans sa liste du Patrimoine mondial (au 12/01/2016) : Liste du patrimoine mondial au Gabon, Parc national de la Lopé (Écosystème et paysage culturel pygmée du massif de Minkébé (2003)).
La liste indicative comporte six rubriques :
- Parc national d'Ivindo (2005)
- Grottes de Lastourville (2005)
- Parc national des plateaux Batéké (2005)
- Parc national de Moukalaba-Doudou (2005)
- Parc national de Birougou (2005)
- Ancien Hôpital Albert Schweitzer de Lambaréné (2009)

### Liste représentative du patrimoine culturel immatériel de l’humanité
Le programme Patrimoine culturel immatériel (UNESCO, 2003) n'a encore rien inscrit dans sa liste représentative du patrimoine culturel immatériel de l’humanité (au 10/01/2017), mais les études avancent,.

### Registre international Mémoire du monde
Le programme Mémoire du monde (UNESCO, 1992) n'a encore rien inscrit dans son registre international Mémoire du monde (au 10/01/2017).

### Discographie
- (en) Music from an Equatorial microcosm : Fang Bwiti music from Gabon Republic, Africa, Washington, D.C., Smithsonian Folkways recordings, coll. « James W. Fernandez », 1973, [audio]
- Fang du Gabon, Bruxelles, Fonti musicali, coll. « Lou et Claude Flagel », 1991, [audio]
- Xylophones Fang : Gabon, Antony, Universal Division Mercury, coll. « Charles Duvelle) », 2000, [audio]
- Gabon : musique des Pygmées Bibayak, chantres de l'Épopée, Radio-France, distrib. Harmonia mundi, coll. « Pierre Sallée », 2001, [audio]
- Gabon : chants Atege, Radio-France, distrib. Harmonia mundi, 2004, [audio]
- Gabon : chants myènè de Port-Gentil à Lambaréné, Radio-France, distrib. Harmonia mundi, 2005, [audio]

### Filmographie
- La nuit du Bwiti de Jean-Claude  Cheyssial, 1996, DVD, 49 min : film documentaire
- Le Souffle de la Forêt de Jean-Claude  Cheyssial, 1997, DVD, 49 min : film documentaire
- L'Esprit de la Forêt de Jean-Claude  Cheyssial, 1997, DVD, 26 min : film documentaire
- Secrets de femmes de Jean-Claude  Cheyssial, 1999, DVD, 49 min : film documentaire
- Le Peuple de la Forêt de Jean-Claude  Cheyssial, La Luna Production, 2000, VHS, 48 min : film documentaire
- L'Iboga : les hommes du bois sacré de Gilbert  Kelner, DocNet, 2005, DVD, 53 min : film documentaire
- La Guérisseuse de la Forêt de Jean-Claude  Cheyssial, 2005, DVD, 52 min : film documentaire
- Talents du Gabon de Roland Dubore et Nathalie Valentin, Play Fim, 2007, 2 DVD, 156 min : film documentaire

#### Chronologie
- Chronologie de films gabonais (IMDb)